# Valdemar Lindholm
Kristian August Valdemar Lindholm, född den 19 april 1880 i Borgsjö socken, död den 12 november 1947 i Stockholm, var en svensk författare och upptecknare av folksagor. 

## Biografi
Föräldrar var folkskolläraren och tidningsredaktören Per August Lindholm och Vilhelmina Borgström. Han tog studentexamen 1898 och blev hedersdoktor vid Yale university i USA 1925.  
Lindholm debuterade 1901 med novellsamlingen När skogen dör, som behandlar bolagsväldet och skogsskövlingen i Norrland. Han gav sammanlagt ut ett fyrtiotal böcker, däribland storsäljaren Bortom storskogen (1912), som utkom i 300 000 exemplar. Han sammanställde även ut flera sagosamlingar med samiska folksagor, som Solsönernas saga (1909), Lapska folksagor och äventyr (1913) och Sagor från Lappland berättade för barn (1918). För att kunna tränga in i den samiska kulturen lärde han sig både nord- och sydsamiska. Lindholm gav även ut en bok om sin hemsocken: Ur Borgsjö sockens krönika (1921).

### Varia
- Från det gamla Lappland : arkivanteckningar. Umeå. 1904. Libris jvzj6sphg9wq7gkr. http://urn.kb.se/resolve?urn=urn:nbn:se:umu:eod-356 - Tillsammans med P.A. Lindholm.
- Dat läh mijen situd! = Det är vår vilja  : en vädjan till den svenska nationen från samefolket. Stockholm: Svenska förlaget. 1920. Libris q04bs6t3nf3xb9hz. http://urn.kb.se/resolve?urn=urn:nbn:se:kb:eod-1268360 - Utgiven anonymt tillsammans med Karin Stenberg.
- Ur Borgsjö sockens krönika : en bok om födelsebygden. Sundsvall: J. Sunessons bokh. 1921. Libris 1486824
- Vildmarkens besegrare : en bok om ett obekant folk i ett obekant land. Stockholm: Svenska andelsförlaget. 1925. Libris 899798
- Millionärskojare, samhällsskyddare, mutkolvar och kulsprutemän i landet under Sveriges rikes lag / av Sven Högerman. Stockholm. 1926. Libris 1263664
- Träsnitt ur psalmboken : en bok om psalmers diktare, för psalmers älskare. Stockholm: Seelig. 1931. Libris 1348019
- Öster-Fernebo sockens krönika : en hembygdsbok. Gävle. 1932. Libris 376597
- Som örnar över vidderna : några bilder från bröderna Lars Levi och Petrus Læstadii ungdomsår. Stockholm: Sv. missionsförb. 1937. Libris 8219668